# 루슨트 테크놀로지
루슨트 테크놀로지(Lucent Technologies, Inc.)는 미국 뉴저지주 머레이 힐에 본사를 두고있는 미국 다국적 통신 장비 회사이다. 이는 웨스턴 일렉트릭 컴퍼니(Western Electric) 및 벨 연구소(Bell Labs)가 포함된 AT&T의 전 AT & T Technologies 사업부 매각을 통해 1996년 9월 30일에 설립되었다.
루슨트(Lucent)는 2006년 12월 1일 프랑스의 알카텔(Alcatel SA)과 합병하여 알카텔-루슨트(Alcatel-Lucent)가 되었다. 알카텔-루슨트는 다시 2016년 1월 노키아(Nokia)에 흡수되었다.

## CDMA
루슨트는 전 세계적으로 무선통신 장비의 주요 중요 기업이자 퀄컴과 더불어 CDMA원천 기술에 관여해온 저력있는 다국적 기업이다.

## 같이 보기
- 노던 텔레콤
- 김종훈 (과학자)